# デフレーション
デフレーション（英: deflation）とは、物価が持続的に下落していく経済現象であり、つまり、モノに対して、貨幣の価値が上がっていく状態となる。略してデフレと呼ぶ（日本語では経済収縮、通貨収縮〈つうかしゅうしゅく〉とも）。対義語には物価が持続的に上昇していく現象を指すインフレーション（英: inflation）がある。
経済全体で見た需要と供給のバランスが崩れること、すなわち総需要が潜在産出量を下回ることが主たる原因である。貨幣的要因（マネーサプライ減少）も産出量ギャップをもたらしデフレへつながる。物価の下落は同時に貨幣価値の上昇も意味する。なお、株式・債券・不動産・エネルギーなど、資産価格の下落は通常デフレーションの概念に含まない（参考:物価）。
19世紀の産業革命の進展期においては、デフレは恒常的な通貨問題であり、金本位制の退蔵（グレシャムの法則）に見られる貨幣選好やインフレ抑止のための不胎化政策、技術革新による供給能力の飛躍的な進展がデフレをもたらしていた。ケインズ経済学や管理通貨制度が普及した後はインフレーションに比して圧倒的に少ない。ジョン・メイナード・ケインズは、ハイパーインフレーションを除けば、インフレよりもデフレの方が害が大きいと述べている。その理由は世界経済が低迷している中で、富裕層に損をさせるよりも経済的弱者の失業を促進させる方が経済へのダメージが大きいからである。

## 定義
経済学で言うデフレとは、経済全体の需要・供給の不均衡によって一般的な物価水準、財・サービスの平均価格が下落していく現象を指す。端的にデフレとは、物価の下落と需要の縮小が同時に進行する状態である。デフレは、貨幣・経済の収縮現象と捉えたほうが理解しやすい。
経済協力開発機構（OECD）によればデフレは「一般物価水準の継続的下落」と定義されている。国際通貨基金（IMF）や内閣府は「2年以上の継続的物価下落」をデフレと便宜的に定義してデフレ認定を行なっている。一時的な物価下落をデフレと呼ぶ識者もよく見られるがOECDの定義やIMF・内閣府の基準からすると誤用である。
日本では旧経済企画庁（内閣府）が「物価の下落を伴った景気の低迷」をデフレの定義としていたが、2001年3月より「持続的に物価が下落している状態」と定義を変更した。
「デフレ=不況の別称」という定義を持ち出される事が多いが、このような定義を用いるのは誤りであり、「物価水準は下がり続けているが（景気はいいので）デフレではない」「インフレによって消費が減少しデフレになる」と言及されることがあるが、IMF・内閣府流の公式用語法に従う者からするとこれらの言及は誤りである。

### 一般物価と相対価格
消費者物価とは、様々な消費財・サービスの価格をそれらの財・サービスに対する支出の割合で加重平均した価格である。消費財の一部の価格が下落しても、他の消費財・サービスの価格が上昇すれば、消費者物価は上昇することもある。
経済学者の岩田規久男は著書『デフレの経済学』で「相対価格の変化と絶対価格の変化とを区別することが重要である。平均的な価格である物価が相対価格の変化によって影響を受ける理由はない」と指摘している。全体（一般物価）は個（相対価格）の単なる足し合わせではなく、すべての市場の相対価格が同時に上昇することは算術的にありえない。
メディアで「食のデフレ」などと言った表現がなされる場合があるが、デフレとは相対価格（個別価格）ではなく一般物価水準（または総合物価）の下落を指しているので本来の意味からすれば誤用である。
白川方明元日銀総裁は「デフレには様々な定義があり、一概には定まらない」と指摘している。
経済ジャーナリストの田村秀男は、後述するように（日本のデフレーション#対策についての議論参照）、デフレを物価下落に限定せず、賃金・所得が物価下落を上回る速度で継続的に下がることと定義すべきだと主張している。田村は「デフレは雇用にとって悪だ」と断じたジョン・メイナード・ケインズの見解を参考にしている。

## 影響
個々人では、デフレによって好影響が悪影響を上回る者、あるいはその逆の者が存在する。
デフレの弊害は現金の価値が上がりすぎて、財やサービスの価値が下がり過ぎていることにある。デフレとはカネを持つことへの執着である。
デフレが悪化すると政府への信任が失われるのは、インフレの悪化と同様であり、インフレもデフレもその論理は異なるものの、統治への信任の喪失という点では同じ影響力を持つ。経済学者の深尾光洋は「デフレを放置することは、政府の信用の失墜を放置するということである」と指摘している。

### メリット
物価下落により実質金利、実質利回りが上昇する、すなわち同額の名目利子の受け取りであっても実質価値が上昇する。また、デフレの局面では物価下落を織り込んだ金利が形成されるため、市中金利は低下する。そのため、国債などの債券を保有している者は、債券の価格が上昇して利益となる。
名目額が固定された収入がある者も、物価の下落により実質的な生活水準が向上する。デフレ下では、所得が抑制されるため、選択の幅が限定され一人勝ちを生みやすい。
経済学者の中澤正彦は「デフレは椅子取りゲーム」と表現し、「正規雇用という安定した『椅子』に座り収入がある人にとって、物価が安くなって歓迎すべき状態になっている」と指摘している。

### デメリット
物価の下落は、実質的な返済負担増となる（デットデフレーション（英: Debt Deflation）。そのため、借り手である債務者から貸し手である債権者への富の再配分が発生する。物価下落によって実質金利が上昇する。なお、たとえば1万円で買えるものの量が増えるから一見メリットがあるように見えることは、実際にはその1万円を稼ぐこと自体が困難になるため、デフレで有利になるとは言えない。
デフレは名目的には低い金利に見えても、お金の借り手にとっての負担はデフレの分だけ重くなる（負債の名目固定性）。住宅ローンなどで債務を抱える者は、物価の下落によって実質的な債務が増大する。この場合の借り手には、政府も含まれる。デフレによって年金・失業給付などの長期的な制度は崩壊の危機にさらされる。デフレの状況は税収が上がらないので財政再建にとっては大きなマイナス要因である。
また、物価下落は名目値の硬直性と衝突して企業収益を停滞させ、国民の雇用と所得を減退させる。現在と将来の所得が変わらなければ、デフレのほうがたくさんモノが買えるため良いが、所得は物価の変動によって影響を受ける。さらに企業の倒産・失業、預金・生命保険の安全性、将来の年金などがデフレによって悪影響を受ける。物価が下落しても失業によって所得が無くなれば実質所得はゼロとなり、生活が困窮する。
また、名目金利の低下により、市中変動型の債権（普通預金など）の利子収入は減少する。

## 経済活動停滞の因果関係
デヴィッド・リカードは貨幣的要因が生産・雇用という実物要因に影響を与えると認識していた。貨幣的需要の拡大であるインフレーションにおいて、すべての産業の生産が拡大するのは、貨幣錯覚が起きるからである。一方で貨幣の量は短期的には生産・雇用に影響を与えるが、長期的に物価にしか影響を与えないという説もある（貨幣数量説）。
デフレの最大の問題は、インフレと違い経済の成長循環を止めてしまうことにある。
経済学者のアーヴィング・フィッシャーは景気循環が一般物価水準の騰落によって引き起こされると考え、物価の騰落は所得分配に不公正な影響を与えるため防止すべき「社会悪」だと述べている。物価の下落は貨幣残高（預金など）実質価値を高め、消費を刺激するとの考え（ピグー効果）に対し、フィッシャーは物価の下落は負債の実質価値を高め、倒産を通して不況を悪化させると反論した。
ケインズ経済学では、賃金の下方硬直性を前提に、貨幣数量の変化が実質GDPに影響を与える、つまり物価の持続的下落と実質GDPの持続的下落という現象が同時に起きることを提示している。その後の実証研究の積み重ねによって10年以上の長期でない限り、ケインズ的見解が成立することがコンセンサスとなっている。また、ニュー・ケインジアンも長期では貨幣の中立性を認めている。
デフレが不況を伴うことが多い理由として、
1. 名目賃金の下方硬直性
2. 名目金利の下方硬直性
3. 資産デフレ

の三つ点が挙げられる。
デフレはマクロ経済学の環境だけでなく、同時にミクロレベルの企業・家計にまで深刻なダメージを与える。田中秀臣、安達誠司は「デフレは経済全体の景況が悪いということである。少なくとも企業業績が悪化する可能性が、マイルドなインフレよりも数段も大きい」と指摘している。
物価の下落が、家計の所得・資産の購買力を高め、消費支出を促すという考え方があるが、物価の下落は、家計の消費支出に大きな悪影響を及ぼす。物価の下落は、家計の購買力を高めると同時に、失業増加・賃金削減を通じて個人消費を押し下げる。また、デフレ期待が蔓延している場合、家計は不要不急の支出を先延ばしする。さらに、デフレ期待は先行きの債務返済負担が大きくなることを意味するため、消費を抑制し債務返済を早める動きにつながる。
物価の下落は債権者に益するが、債権者の消費性向に比べ債務者の消費性向の方が平均的に高いため、名目値で見ても物価の下落は有効需要にマイナスの影響を与える。債務デフレによる不況を「バランス・シート不況」と呼ぶ。負債デフレは、借り手から貸し手への資産の再配分を促し、投資を減少させる。
年1-2%のデフレに陥ると、人件費は事実上5%前後増加する。デフレ不況下では、経営者側にコスト削減のインセンティブが強く働く。名目賃金が一定で労働時間が増えれば、時間当たりの名目賃金は減少する。デフレ不況によって起こる企業のリストラ要求に対して、既存正社員は組合などを通じて交渉力を発揮し、自分たちの待遇を悪化させるよりも新卒採用を縮小させることを企業に要求する。このことが「名目賃金の下方硬直性」を生み出す。既存正社員の既得権が強まると同時に、膨大な失業者、非正規雇用が生み出される。経済学者のポール・クルーグマンは「国は企業ではない」という持論を根拠に「ビジネスリーダーは、しばしば非常に悪い経済的なアドバイスを送る」と批判しており、経済の低迷に対処するために国を企業に見立てて賃金などの支出をカットすれば、需要の低迷というデフレの問題を悪化させるだけだと主張している。
デフレ不況は人々の気持ちをリスクから遠ざけるため、デフレ不況下では人々は新しいことにチャレンジせずに、安全策を取る傾向にある。デフレは企業も消費者もリスクを避けがちになり、消費や投資も伸びない悪循環で経済の活力がどんどん落ちる。経済がデフレの状態になると、成長産業・潜在的に成長が期待される産業への移行という産業構造の転換が阻害される。デフレ脱却は、ブラック企業潰しに大きな役割を果たす。
評論家の中野剛志はデフレは「物価が将来下がるかもしれない」、「貨幣価値が将来上がるかもしれない」という心理的影響を与え、誰も投資や借金をしなくなる。これは資本主義の心肺停止状態であり、資本主義を望むならば、デフレだけは回避しなければならないとしている。経済構造の産業化が進み高度化すれば、信用制度がなくては大きな投資ができないとしている。資本というものは昔からあったが、産業革命が進むほど市場経済の資本主義の度合いが大きくなる。つまり、実体経済と金融経済のうちの金融の部分が大きくなるが、デフレはその動きを停止させるとしている。また中野はデフレは給与水準・生活水準の悪化、投資を含む需要不足という点から怖ろしい経済現象であるとしている。その理由として、給与水準・生活水準の悪化は現在の人間の心理や幸福感を著しく傷つけ、投資を含む需要不足は自分の国や共同体、家族のために今は抑制して将来に向けて投資する、未来のことを考えて生きるという非常に人間らしいことができなくなるためであるとしている。また中野は、「デフレは貨幣現象であり、デフレの原因は貨幣供給の不足である。そして貨幣供給の不足の原因は資金需要の不足である。すなわちデフレの原因は資金需要の不足である」と述べている。
岩田規久男は「デフレの最大の問題は（物価下落の継続で）モノに比べてお金の価値が上がった結果、企業がお金を使わずにため込んでいることである」「デフレである限り企業が巨額の余剰資金を抱えたままにしていることで設備投資・消費などが動き出さないといった状況から抜け出せない」と述べている。
経済学者の深尾光洋は「デフレを止めることによって企業部門の再生が可能になる。売り上げが増えるので、借金が返せるようになるということである。そしてさらに、財政についても引き締めが可能になる。つまり金融政策で緩和ぎみにすれば財政は引き締められ、財政の再建が可能になる。デフレを止めるということが金融再生および財政再建の必要条件になる」と指摘している。
一方で、白川方明は物価下落が起点となって景気を押し下げる可能性は小さいとしている。また経済学者の清水啓典は「仮に貨幣が長期的に経済を活性化させるのであれば、各国は貨幣を増やすだけで経済を成長させることができることになるので、貧困が解消できることになる」と懐疑的である。

### 実質金利と実質賃金
名目金利の低下する速度以上の物価の下落が発生している局面では、実質金利が上昇し投資活動が低下する。これが経済活動を停滞させる要因となり、賃金の下落や失業（フィリップス曲線を参照）を生む。
デフレは実質金利と実質賃金の高騰を生み、企業収益を圧迫する。その結果、企業活動は停滞し、失業は増大する。デフレ下でも労働者の名目賃金は急に下げにくいので、企業はリストラを進め、非正規雇用や失業が増える。マイルドなインフレ状態なら社員の昇給に経営者はさほど苦労せずに済むが、デフレに陥ると人件費は事実上増加してしまい経営者にとって大きな負担となり、リストラを敢行したり雇用システムそのものを見直しせざるを得なくなる。
民間の給料が上がらないことや雇用不安、若者の就職難などはデフレの弊害が大きい。

### デフレギャップ
デフレギャップ（Deflationary gap）は、実際の需要が現実の供給力を下回り、
総供給＞総需要
の状態となったその差（乖離、ギャップ）のこと。「マイナスの需給ギャップ」や「GDPギャップ」とも言う。
デフレ・ギャップが恒常的に存在することで、失業の増加、物価水準の下落、成長率の減少が続く。デフレギャップを解消するには、需要を増やすか供給を減らす必要があるが、市場において供給システムが出来上がっているケースで供給を減らすことは容易ではない。一般に政府が減税、量的金融緩和政策、政府支出を増大させるなどを行い需要を喚起する政策が取られる。国によっては兵役で雇用を創出する場合もある。日本ではこのギャップの数値は、内閣府のレポートに「需給ギャップ」として発表される。
他の事情が一定の場合、総需要が減少すると物価が下落し、GDPは減少する。総需要が拡大すると物価が上昇し、GDPは拡大する。総需要も総供給の増加に追いつくように増加しなければ、需要不足から不況となり、需要不足が大きくなっていくとデフレ不況に陥る。「デフレ不況」とは、総需要の減少によってデフレ・ギャップが拡大することで、失業・物価下落が生じている状態である。総需要の不足、デフレ・ギャップが解消されない限り、どれだけ潜在成長率を高めてもデフレも不況も解消できない。
社会全体の総需要は、財政政策・金融政策によって変化させることができる（ケインズ経済学）。田中秀臣は「デフレ・ギャップが存在すれば、需要を喚起する政策を行い、失業の解消を図る必要がある」と指摘している。総需要を完全雇用総供給に一致させる=GDPギャップをゼロにするということは、失業率を自然失業率に近づけインフレ率を適正な水準に安定させるということであり、経済政策の目的である。

### デフレスパイラル
物価の下落→企業収益の圧迫→企業の経費節約→需要不足→更なる物価の下落→更なる企業収益の圧迫→設備投資の抑制→リストラなどによる雇用の減少（失業の増加）→家計の所得の減少（購買力の低下）→消費の減少
以上のような一連の経済縮小により、物価の下落と景気の悪化の循環がとどまることなく進むことを「デフレスパイラル」と呼ぶ。
GDPデフレーターが下落する一方で、実質GDP増加している場合はデフレであるがデフレスパイラルではない。

### デフレ下での成長
経済学者の若田部昌澄は「通常はデフレと不況はセットになっている」と指摘している。経済学者の野口旭は「デフレは本来その国が持っている潜在成長率や適正な失業率の水準から、その国を遠ざける」と指摘している。中澤正彦は「デフレは、好況と不況を繰り返しながら成長していくという経済に対し自動調整機能が効かない状態である。その意味ではハイパーインフレと遠戚関係にあるともいえる」と指摘している。
岩田規久男は「実際にインフレはGDPの拡大、デフレはGDPの縮小を伴うことが多い。インフレは好景気と結びつきやすく、デフレは不景気に結びつきやすい。しかし必ずしもインフレと好景気、デフレと不景気が結びつくわけではない」「デフレ下で景気循環がなくなるわけではない」と指摘している。岩田は「長期的には物価が下落すると、人々・企業の購買力は増大し、それに伴って消費などの総需要が拡大することにより実質GDPは拡大していく」と指摘している。岩田は「デフレとデフレ予想とは区別する必要がある。マクロ経済のパフォーマンスに影響を与えるのは、デフレ予想である」と指摘している。
大和総研は「物価の下落率が同じであっても、需要の減少によって生じるによる場合と、生産性向上による供給サイドの要因によって生じる場合と意味合いが異なってくる」と指摘している。
経済学者の浜田宏一は「本当に価格が伸縮的な経済であれば、リアルビジネスサイクル理論が言うとおり、デフレでも問題はないが、現実は賃金・物価は硬直的であるため、デフレ下では実質賃金が上がってしまう。つまり企業のコストが上がってしまうため、雇用・生産を抑えてしまう」と指摘している。
経済学者の飯田泰之は「インフレのほうが、デフレ下の景気回復よりもっとよくなる」と指摘している。

#### 歴史
経済アナリストの中原圭介は「世界経済を歴史的観点から眺めていくと、インフレで不況のときもあれば、デフレで好況のときもあったということがわかります。実際に、ある貴重な研究論文において、デフレ期の9割で経済は成長しており、不況期の7割はデフレではなくインフレであったという、れっきとした事実が証明されている」と述べている。この論文とはミネアポリス連邦準備銀行のアンドリュー･アトキンソンとパトリック・J・キホーの2人のエコノミストが2004年1月に発表した論文「デフレと不況は実証的に関連するのか？」で、過去100年間以上の世界各国のデータを集め、デフレの時期、インフレの時期、好況の時期、不況の時期の4つの事象に分けてプロットし分析したもので、大恐慌の時期の5年を除くと、デフレの事例全体の89％で経済はプラス成長、インフレの事例全体の96％で経済はプラス成長、また全体で不況の事例のうちインフレであったのが72％、デフレであったのが28％であり、物価上昇率と不況との間には明確な関連性を云々できるほどのつながりはないという結論に拠るものです（大恐慌の時期の5年でも主要16カ国すべてでデフレを経験したものの、そのうち8カ国が「デフレ」と「不況」を同時に経験し、残りの8カ国はデフレだけを経験）。
第二次世界大戦以降、物価・賃金は恒常的に上昇したが、それ以前は上昇・下落を頻繁に繰り返していた。物価・賃金に下方硬直性はなく、デフレは珍しいことではなかった。1873年から1896年までイギリス、ドイツ、フランス、アメリカなどの国はデフレ下で実質経済成長率がプラスであった。19世紀のイギリスには、物価が安定していた「ヴィクトリア均衡」と呼ばれる時期がある。 
若田部昌澄は「『ヴィクトリア均衡』の時代は、それほどいい状態ではなかったことも事実である。イギリスは大不況ではなかったがかなり停滞し、資本の海外流出と移民の大量発生が起きている。デフレが起こらなければ技術革新が起きていた時代であったため、本来もっと成長ができたはずである。その証拠は同時期の日本であり、この時期にデフレではなかった日本が経験したのは『企業勃興』と呼ばれるような爆発的好況である」と指摘している。また若田部は「19世紀後半はデフレだからという理由で給料が切り下げられる時代だった。そのおかげで、デフレ下でも経済成長が維持できたというひとつの考え方がある」と指摘している。ちなみにヴィクトリア均衡は、金産出量の増大によって終息している。
高橋洋一は「デフレの大きな弊害は、賃金などに下方硬直性があるため実質賃金が割高になって、失業が発生することである。ただ、第二次世界大戦前には、組合運動も盛んでなかったため、賃金の下方硬直性もあまりなかった。現在（2014年）ほど失業問題が重要視されていなかったこともあり、デフレでも実質経済成長した期間は多い」と指摘している。
ナチス登場以前のドイツは、家賃を含め名目賃金をどんどん切り下げた。そういったデフレ政策によって国民は塗炭の苦しみを味わい、結果ナチスの台頭を許してしまったとされる。アメリカでは、大恐慌時に生まれた第二次世界大戦後のベビーブーマー世代の親世代の人々は、非常にリスクを回避するという調査結果が出ており、その傾向は景気が良くなっても変わらず一生続いたとされている。
経済学者の池尾和人は「『デフレで経済の調子が悪い』というのは、原因と症状を取り違えた表現である」「因果関係としては、経済の悪化、需要の弱さを反映して、デフレが起こる。デフレが経済を悪化させるフィードバックはあって、経済が好転するきっかけがつかみにくい状況をつくり出してはいるが、副作用的なものと見るべきである。だから、マイルドなデフレのまま景気が回復することも起きる。その実証例が、2003年（の日本）だった」と指摘している。
経済学者の岡田靖は「デフレは経済を著しくぜい弱なものとすることは、過去10年以上の日本の実験で明らかである」と述べている。

## 対策
経済学者のハイマン・ミンスキーはデフレを抑止する機能として、
1. 中央銀行の機能
2. 政府支出

の2つを挙げている。
デフレは貨幣的現象であると考えられているので、通常は金融政策によって対処される。
対策の例
- 量的金融緩和政策、信用緩和（質的金融緩和政策）
  - 政策金利の引き下げ
  - 時間軸政策や非伝統金融政策（インフレターゲット）などによる期待への働きかけ[102]
  - 中央銀行による国債オペや株式やETF等の購入
- 通貨高の是正
  - 外国為替相場への介入
- 金融機関に対する政府保証や資本注入
- 累進課税など税制による自動的な景気調整（ビルト・イン・スタビライザー）
  - 期限付きの減税措置[103]
- 一時的な財政政策[103]による産出量ギャップの改善
  - 政府保証や政府買い取り制度（金融資産、穀物・原油など基幹資源など）
  - 家計への財政を通じた所得補填
- 現金・預金・国債など政府が保障するすべての金融資産に対しての課税[25]

など
- 政府紙幣の発行

貨幣供給量の増大による総需要の増大が総供給の増加を上回る状態が継続すると、持続的な物価上昇（インフレ）が始まるが、逆に貨幣供給量の持続的な減少による超過供給の状態が継続すると、持続的な物価下落（デフレ）が始まる。需給ギャップによる説明と貨幣による説明は、相反するものではなく、貨幣が不足しているということは、モノが余って需給ギャップがあることを別の言い方で説明しているだけである。浜田宏一は「貨幣と財・サービスは分離されているので、貨幣政策によって財・サービスの向上は図れないという理論があるが、リーマン・ショック後の世界は、貨幣と財・サービスとが切り離せないことを示した」と指摘している。
一方で、池尾和人は「インフレを起こすだけでよいなら話は簡単であり、貨幣を発行して政府支出を賄う政策を実施すれば可能だろう。しかし経済政策の目標は国民の経済的な満足度を高めることである。そういう手段でインフレを達成しても本当に改善したことにはならない」と述べている。
ベン・バーナンキは「デフレを事前に予測することは不可能であり、デフレ・リスクがあればインフレ・リスクを恐れず、従来の枠組みを超えた政策で対応すべきである」と指摘している。田中秀臣は「物価水準が2年間下落し続けるのを待ってから、デフレ対策をやるというのいうでは本末転倒な話となる」と指摘している。

### インフレ期待
インフレ期待（inflation expectations）とは、人々の物価の先行きへの見込みを指し、人々の間に一様に物価が上がる（下がる）との見込みが広がると、それが人々の行動に反映され、経済活動にも影響すると考えられている。物価の安定を主な責務とする中央銀行にとっては、インフレ期待をコントロールすることが重要になってくるため、各国中央銀行は常にその動向を追っている。また、インフレ期待は、金融政策への信頼感にも影響されるため、中央銀行への信認の程度を反映するとも言われている。
経済学者のトーマス・サージェントによれば、政府の戦略・レジームに変更があれば民間経済主体は必ずそれに対応して、消費率・投資率・ポートフォリオなどを選択するための戦略・ルールを変更するとしている。例えば政策当局が将来的にインフレを許容する行動をとると予想されるか、或いはそれを許容しないと予想されるかで、消費・貯蓄・投資などに関する企業・家計の意思決定は、大きく異なってくる。
予想インフレ率の推計が政策レジームの変化（またはゲームのルールの変化）を検出するために重要な役割を果たす。
インフレ期待は、人々をマネー自体への投機から、アイデアに対する投機、モノに対する投資に向かわせるとされる。多くの人が抱くデフレ予想をインフレ予想に変えなければ、デフレ脱却はできない。岩田規久男「銀行貸出は増える必要はない。デフレ予想がインフレ予想に転換すれば企業がため込んだ内部留保を使って生産のための投資を始める」と指摘している。
経済学者の伊藤隆敏は「期待が変わらなければ賃金や物価の変化も期待できない。皆がデフレ予測を持っていれば賃金も下がるし、価格も下落する。デフレの自己実現的な期待が生じてしまう」と指摘している。
ポール・クルーグマンは「一定の条件が満たされればインフレが起こり、望ましい状況がもたらされる。その条件とは『国家の経済は将来的に落ち込まない』『中央銀行が実際に金融緩和を実現に移す』と人々が信じ、期待することである。将来インフレが到来すると確信すれば、手元の資産は目減りが予測されるのでおカネを使う理由が生まれる」と指摘している。
田中秀臣、安達誠司は「デフレ脱却には、デフレ・ギャップの溝を埋めるよりもデフレ予想の転換が重要である」と指摘している。経済学者の根岸隆は「デフレ期待が強まれば投機的動機による貨幣の需要が増え、中央銀行がいくら貨幣供給量を増やしても金利が下がらず、いわゆる流動性の罠に陥る」と指摘している。エコノミストの片岡剛士は「デフレが続くという予想（デフレ予想）が強固である限り、公共事業といった財政政策を行なったとしても、それが呼び水となって民間投資や民間消費が力強く増加することはない。こういった時には、単に量的金融緩和政策といった形でマネーを供給するのではなく、将来、デフレではなくインフレが生じていくのだという予想（インフレ予想）を形成させることが必要となる。このための手段として有効なのがインフレターゲット政策で、単なる量的緩和ではなく、インフレターゲットつきの量的緩和が必要となる」と指摘している。

#### 反論
一方期待インフレ政策に対しては反論も見られる。
ノーベル経済学賞を受賞している米国の経済学者ジョセフ・E・スティグリッツは「インフレ・ターゲットが政策手段になると主張する方も一部にいらっしゃいます。インフレ期待を形成させることができるかどうか。私は、インフレ期待を形成することは不可能であり、インフレにだけ焦点を当てるという政策はまちがっていると思います。」と述べている。「私の意見では、金融政策は全てのマクロ経済政策目的を達成するために行われるべきです。例えば、米国における政策目的は雇用・経済成長・物価安定です。」「金融政策の目標はマクロ経済の安定化であり、完全雇用を実現すべきです。これを実現する政策手段が適正な政策手段であります。」と述べ期待インフレを政策目標とすることを批判している。また「銀行のバランスシート上、マネーサプライと信用量が等しいという事実が、この分野における長年にわたる混乱の原因の一つです。回帰分析を行えば、この２つの数字は同じものになってしまうので、何が原動力になっているかを特定することは難しくなってしまいます。我々が主張している理論では、信用供給に焦点を当てた（政府紙幣発行のこと）訳です。例えばベースマネーが増加したとしても、信用供給に直接反映されない訳です。この点こそ日本が抱えている問題の１つなのかもしれません。通貨当局はベースマネーをコントロールしていますが、直接的には信用供給をコントロールしていません。最終的にはこの２つは同じかもしれませんが、何をコントロールしているかという点が重要だと思います。」と述べベースマネーと信用供給（こちらが直接に物価に影響する）を等しく見ることに対して問題を呈している。
スティグリッツは「日本の場合のインフレターゲット論の問題点は、それが短期的に間違った変数に注目することであり、コミットメントが信用できるものだとすれば、金融当局は間違った戦略を長期に渡って推進することになる。金融政策は、今現在の実質金利よりも信用供給の拡大に注目したほうが正しく推測できる」と指摘している。。つまり金融政策による期待インフレではなく、信用供給に拠るインフレターゲットを主張している。

### 金融政策
岩田規久男は「物価上昇率と貨幣供給の増加率との間には、高い相関関係がある」と指摘している。岩田は「デフレ予想をインフレ予想に転換できるのは金融政策だけである」と主張している。田中秀臣は「名目金利がゼロであっても、中央銀行がマネーサプライを増加させる努力を通じて、インフレ期待を醸成させれば、デフレ期待によって高止まりしていた実質金利は低下し、総需要を刺激する」と指摘している。
高橋洋一は「マネタリーベースを増やせばインフレ予想が高まる」と述べている。
片岡剛士は「デフレは財と貨幣の相対価格である物価の継続的下落を意味するので、貨幣に影響を与える金融政策なくしてデフレを語ることは不可能である」「デフレ予想が根深い状況の下での金融緩和策の効果は、昭和恐慌や世界恐慌の経験に照らすと、金融緩和→デフレ予想の払拭→資産価格上昇→資産効果による消費増、為替レートの円安による輸出増、内部留保を用いた投資増→以上による総需要の増加→将来のデフレ予想ではなく物価の上昇（デフレ脱却）→借り入れ増による金融システムの復活となると考えられる。昭和恐慌や大恐慌からの脱却過程といった成功例においても、金融緩和により即座に貸し出しが進むという状況にはならず、金融緩和の実行から貸し出しが進むまでには、一定の時間的なズレが生じる。金融緩和により、デフレ予想を変え、インフレ予想を早期に形成することが重要である」と指摘している。

#### 反論
池尾和人は「インフレは貨幣膨張によるサポートなしには起こらないが、金融緩和があれば必ず可能というわけではない。インフレを起こすのは貨幣的要因だけなのかといえば違う」と述べている。

### 財政政策
財政政策を重視する論者によれば、デフレは需要の不足に原因があり、物価下落の期待が形成されている状態なので、金融政策しても増大したマネーは貯蓄に回ってしまい、国内の投資や消費は増えない。そのため、国債によってマネーを供給して公共事業を行い、産出量ギャップを埋める必要がある。量的金融緩和政策は積極財政政策とセットでなければ効果的にデフレを克服することはできないとする。
デフレ下の財政政策については岩田規久男は「時間稼ぎにはなるが、財政の持続可能性に影響が出るので、長期的には続けられない」と指摘し、金融政策のない財政政策だけでは「金利上昇などの副作用がある」と述べている。岩田は「デフレが続く限り、政府支出を減らさず、支出の中身を需要を増やす効果がある分野に振り分けるといった考慮が必要となる」と指摘している。
エコノミストの村上尚己は「デフレと流動性の罠においては、政府による公共事業拡大は総需要を増やすプラスの効果がある。それが乗数効果をともなって経済全体の押し上げに波及することが、理論上期待される。政府による公共事業は、主に建設セクターに景気回復効果が集中する問題がある。公共事業が、雇用を含め経済全体を刺激する効果は限られている。そう考えると、脱デフレを後押しするためには、減税や社会保険料削減がより有効な対応かもしれない」と指摘している

### 賃金の引き上げ
経済学者の伊藤元重は「持続的な物価上昇が実現するためには、賃金の上昇がカギとなる。賃金が上昇していくことで、それが物価にも反映される。そうした連鎖が生まれて、初めてデフレからの完全な脱却が可能となる。ただし、賃金はあくまでも民間企業・労働市場が決めるものである。企業の行動だけに過度に期待してはいけない。賃金を引き上げるためには、雇用を拡大させなければならない。雇用が拡大し、労働市場の需給が締まれば、賃金を引き上げざるをえなくなる。賃金上昇では労働市場における需給ギャップが大きな鍵を握る」と指摘している。
若田部昌澄は「デフレで実質賃金が上がっている状態で、さらに最低賃金を引き上げると、企業は雇用に慎重になる。最低賃金の引き上げが、デフレ不況を解消するほどの需要にならず、悪い効果を与える可能性が高い」と指摘している。
インフレのときには物価以上に賃金が上がるケースが多い。インフレと賃金の上昇は同時には起きず、賃金の上昇が少し遅れるというタイムラグが一般的である。
名目賃金とインフレーションが同じ速さで同時に上昇すると、実質賃金が上昇しなくなり、いったん増加した労働供給量が減少に転じ、統計的に失業率が上昇する。浜田宏一は「インフレ期待が高まると、雇用増加の機会を失う場合もある。労働者が将来のインフレを見込んで賃上げを要求した結果、実際のインフレ時に名目賃金も上昇することで、実質賃金は変化しない。一方で、労働者がインフレを期待せずに賃上げを要求しなければ、企業はインフレによる実質賃金の低下に成功し、雇用を増やせる」と指摘している。経済学者の原田泰は「失業率が下がっていけば、いずれ賃金は上がる。しかし、雇用が伸びる前に賃金を上げては、かえって雇用の伸びを妨げることになりかねない」と指摘している。田中秀臣は「デフレから脱却すると、実質賃金は当初低下することにより企業側の採用コストが低下し、失業率が低下していく。やがて雇用状況が改善していくと、人手不足などの現象が起き、その後は実質賃金が上昇に転じていく」と指摘している。岩田規久男は「インフレ予想が高まり需給ギャップが改善すれば、企業は需要の増加に対応し、実質賃金を引き上げてでも雇用と生産を拡大させていく」と指摘している。
池尾和人は「賃金の名目収入を下げるということについて抵抗感があるし、それが維持されているから緩やかなデフレが続いているということがある。それを考えると、緩やかなデフレの下で名目賃金を止めておくとすると、その緩やかなデフレに見合うだけの労働生産性の上昇が全く発生していないと、それは経済全体としては辛くなる。そういう意味で、マイルドなインフレの状況のほうが経済調整がやりやすいから、そういう状況がコストなしに実現できるのであればその方がいい」と指摘している。

### 政府紙幣発行
米国の経済学者ジョセフ・E・スティグリッツは2003年4月に行われた財務省での「関税・外国為替等審議会　外国為替等分科会」に於いて日本をデフレからインフレへの転換させる政策に政府紙幣の発行を提言している。この方法は債務ファイナンスに比べて多くの利点があることを指摘、信用供給か貨幣かという点については、通貨当局はベースマネーをコントロールしているが、直接的には信用供給をコントロールしていない、何をコントロールしているかという点が重要だと述べ、またインフレ期待を形成することは不可能であり、インフレにだけ焦点を当てるという政策はまちがっているのではないか、金融政策は全てのマクロ経済政策目的を達成するために行われるべきだとも述べている。

### そのほか
経済学者の宮尾龍蔵は「インフレ誘導による過剰債務企業への援助は、利潤を生まない非効率企業の整理・淘汰を先送りする。デフレ脱却に必要なのは、企業の過剰供給の解消というサプライサイド政策である」と指摘している。

## 歴史
古代中国の歴史書『漢書』には、デフレが民の生活を阻害したことが記されている。
19世紀末、金本位制の影響でアメリカは年平均1.5%のデフレであった。その後、南アフリカで金鉱が発掘され金の生産量が増大したことや金本位制が導入されたことなどの結果、1896年にアメリカのデフレは止まった。
第一次世界大戦後、金本位制に復帰した国のほとんどがデフレ不況に直面した。
ベン・バーナンキの研究では、金本位制に復帰していなかった、或いはいち早く1931年までに離脱したスペイン、オーストリア、ニュージーランドは物価の下落は軽微で回復が早かった。1931年に離脱した日本、イギリス、ドイツも比較的ダメージは軽微であった。1932年から1935年まで離脱が遅れたアメリカ、イタリア、ベルギー、ルーマニアはデフレが長く続き、特にアメリカはデフレが4年間収束しなかった。1936年まで離脱しなかったフランス、オランダ、ポーランドは不安定な社会状況であった。
世界恐慌下のアメリカにおいては、当初、財政均衡主義が主流だったため、ビルト・イン・スタビライザーの効果が低下し、デフレスパイラルに陥った。設備投資はほぼ壊滅的に減少し、失業率が25パーセントにのぼった。GDPデフレーターで、1929年から4年間で25%下落しており、14年後の1943年に1929年当時の水準に戻った。
1932年、オーストリアのヴェルグルで、デフレ対策として地域通貨が導入され画期的効果をあげた（後に中央通貨令により禁止された）。
1936年の夏以降、インフレを懸念した連邦準備制度（FRB）は金融引き締めを決意し実行したが、これが失敗に終わり、再びアメリカはデフレ不況に戻る。大恐慌時代のフランスは、イギリスや日本をはじめ各国が金本位制から離脱していったにもかかわらず、長期的に金本位制に固執し、フランの価値を維持しようとしたため、アメリカよりも長くデフレ不況が続き、社会は深刻な分断状態に陥った。
アメリカの2001年10-12月期のGDPデフレーターは、約50年ぶりにマイナスとなった。
2007年のチャドの消費者物価上昇率は、-8.8%となった。
2009年、ハイパーインフレーション国家だったジンバブエがデフレーションに転じた。2009年1月の消費者物価指数は前月と比べて2.3%下落し、翌2月も前月比3.1%の下落となった。
2014年1月16日、国際通貨基金（IMF）のクリスティーヌ・ラガルド専務理事は、ワシントン市内で講演し、日米欧などの先進国経済について「多くの国でインフレ率が中央銀行の目標を下回っており、デフレのリスクが高まっている」と指摘した。また、先進国でデフレが現実となれば「回復には壊滅的な打撃となる」と強調し、「デフレを断固として退治する必要がある」と警戒を呼びかけた。
2014年11月時点で、ギリシャでは1年8カ月にわたりデフレ状況が続いている。
2015年1月7日、欧州連合（EU）統計局は、ユーロ圏の2014年12月の消費者物価指数（速報値）が前年同月比で0.2%下落したと発表した。

## 関連用語

### ディスインフレーション
物価上昇率（インフレ率）が低下すること、即ち、物価は上昇しているが大きく上昇しなくなることはディスインフレーション (disinflation) 、略してディスインフレであって、デフレではない。デフレーションは物価上昇率（インフレ率）がマイナスになることである。

### リフレーション
リフレーション (reflation・略称リフレ) は過剰設備の解消によって物価下落率が縮小し物価上昇率が0以上に向かうことである。